# Ashley Houts
Amanda Ashley Houts (Trenton, 31 dicembre 1987) è un'ex cestista statunitense, professionista nella WNBA.

## Carriera
È stata selezionata dalle New York Liberty al secondo giro del Draft WNBA 2010 (16ª scelta assoluta).
Con gli Stati Uniti ha disputato le Universiadi di Belgrado 2009.